# Cerkev Marijinega vnebovzetja, Ljubljana
Župnijska cerkev Marijinega vnebovzetja (v literaturi in živi rabi Devica Marija Vnebovzeta v Polju) je večja cerkev z zvonikoma, v vzhodnem predmestju Ljubljane, v Polju, na križišču Zaloške in Zadobrovške ceste. Je župnijska cerkev župnije Ljubljana - Polje. Današnjo podobo je dobila 1897, saj je bila stara cerkev v potresu 1895 močno poškodovana. 

## Zgodovina
Najstarejša, a ne zanesljiva omemba je iz 1325. Prva zgodovinsko dokazana omemba je s 15. avgusta 1499, ko je generalni vizitator oglejskega patriarha, Sebastijan Nazimben, v cerkvi Device Marije v Polju posvetil dva oltarja. Prenovljeno cerkev je 27. februarja 1520 posvetil škof Natalis de Turre. Ob vizitaciji škofa Scharlichija 1631 je imela cerkev že pet oltarjev in zvonik z zvonovoma. Leta 1642 so pozidali nov prezbiterij in ga v celoti poslikali, po naročilu škofa Buchheima so posodobili tudi okna. Slikarja Wagner in Praitenlakner, kipar Ferfilla in pozlatar Schneck so prenovili oltarje v baročnem duhu. Do 1668 je bil strop raven in poslikan. Leta 1729 so pričeli graditi kapelo sv. Barbare. Oltar so do 1731 naredili Mihael Bolka, Matej Vrbnik in Andrej Jamšek. 
Leta 1783 je cerkev postala sedež župnije (župnišče so postavili 1781) – ta je obsegala je 12 vasi (Besnica, Sneberje, Zgornja in Spodnja Zadobrova, Spodnji in Zgornji Kašelj, Vevče, Slape, Studenec in Fužine) s 1172 prebivalci (1788 je bila vas Besnica izvzeta in dodeljena župniji sv. Lenarta v Sostem). Imela je 3 podružnične cerkve (Sv. Tomaž v Spodnji Zadobrovi, Sv. Andrej v Zgornjem Kašlju in Sv. Jakob v Slapah). Prvi župnik je bil Anton Klementini (1783–1810), sledili so Karol Zorn (1810–1825; cerkev je 1820 na novo pozidana), Jožef Golob (1825–1840), Martin Pajk (1840–1874, cerkev poslikajo Franz von Goldenstein, Matevž Langus in Mihael Stroj; leta 1860 so povišali zvonik), Franc Ksaver Levičnik (1874–1887), Andrej Pavlič (1887–1891), Matija Kolar (1891–1908) itd. 4. 7. 1892 so začeli prenovo župnišča (preureditev župnikovih prostorov, nov parket in stranišče), za katero je deželna vlada odobrila 650 goldinarjev iz Pajkovega sklada (za časa njegovega življenja so iz njega oskrbovali reveže). Na veliko noč, 14. 4., 1895 je cerkev poškodoval potres, zato so sezidali večjo po načrtih arhitekta Raimunda Jeblingerja iz Linza ter premestili grobne ostanke z nekdanjega pokopališča okoli cerkve. Posvečena je bila 10. 10. 1897, obnovo pa so omogočili država, Pajkov sklad in župnija. Leta 1904 je podjetje Hilzer iz Dunajskega Novega mesta ulilo nov bronast zvon z glasom Fis°, ki je bil s težo 6086 kg najtežji na Slovenskem. Novembra 1916 so bili zvonovi pretaljeni zaradi potreb po materialu za izdelavo orožja v prvi svetovni vojni. Cerkev je 1923 naročila nove, jeklene zvonove. Najtežji izmed njih je s 5825 kg še danes najtežji zvon v Sloveniji. Leta 1908 je postal župnik Janez Müller (1935 zgradi kaplanijo), sledili so Janez Kete (1937–1945), Franc Dobovšek (1945–1971), Anton Markelj in Janez Bernot. Leta 1975 so na novo prekrili zvonika, 1984 uredili elektrificirano zvonjenje, 1985 pa so, deloma po Plečnikovih načrtih iz 1935, uredili prostor pred cerkvijo. Leta 2003 je odšel dolgoletni župnik Anton Markelj, zamenjal pa ga je precej mlajši Janez Bernot. V desetih letih od prihoda je popolnoma prenovil župnišče, ki je bilo že zelo dotrajano in tudi nevarno. Novo župnišče je 10. oktobra 2010 blagoslovil takratni ljubljanski nadškof dr. Anton Stres. Opravil pa je tudi ogromno drugih del, najnovejša pridobitev je nova cerkvena streha ter nova barvna okna v cerkvi. V sklopu prenove Zaloške ceste 2015–2016 je bila spremenjena neposredna okolica cerkve: na južni strani  so bili posekani tulipanovci ter podrte hiše, urejena je bila brežina; posekani so bili tudi cigarovci in prunus ob Zadobrovški cesti, saj je bila ta razširjena; ploščad pred cerkvijo je bila dvignjena, do ceste so uredili stopnišče in klančino za invalide. Leta 2017 so slepa okna na fasadi cerkve z mozaiki okrasili Marko Rupnik s sodelavci iz centra Aletti, v notranjosti pa uredili kapelo in krstilnico pri vhodu. Vsa dela, ki vključujejo tudi nov krstni kamen, so bila končana do 2019.

## Zvonovi
Trenutno zvonilo:
| #  | Livarna                      | Leto ulitja | Teža    | Ton |
| -- | ---------------------------- | ----------- | ------- | --- |
| 1. | Kranjska industrijska družba | 1923        | 5825 kg | G°  |
| 2. | Kranjska industrijska družba | 1923        |         | c'  |
| 3. | Kranjska industrijska družba | 1923        |         | e'  |
| 4. | Kranjska industrijska družba | 1923        |         | g'  |
| 5. | Ignaz Hilzer                 |             |         | b'  |

## Romarska pot
Romarska pot v Polje je obstajala že v 15. stoletju. Častili so Marijino sliko na glavnem ter Marijin kipec na oltarju sredi cerkve. Leta 1624 je bila ustanovljena nemška bratovščina Marijinega brezmadežnega spočetja, ki je na praznik Marije Snežne (5. avgusta) prirejala procesije od šentjakobske cerkve do Polja. V letih 1705–1707 te procesije ni bilo, zato je ugledni teološki profesor, jezuit Andrej Schweiger, predlagal izgradnjo 12 kapelic s prizori Marijinih poti od šentpetrske cerkve do Polja. Gradnjo je vodil šentpetrski župnik Janez Skrpin in je bila do 1711 končana. Vse kapelice so bile visoke 453, široke pa 245 cm. Leta 1712 je kapelice poslikal radovljiški slikar Ivan Jurij Remb. Prva procesija ob znamenjih je potekala 13. oktobra 1711; vodil jo je Janez Skrpin. Slednji je 1712 ustanovil versko bratovščino in zanjo izdal knjižico Treuer Gefährt s predpisanimi molitvami k posameznim znamenjem romarske poti in bakrorezi kapelic. Bratovščina je svojo zadnjo romanje v Polje opravila 1754. Do leta 1881 so obnovili pet kapelic (danes obstaja le še ena, ki pa je prestavljena s prvotne lokacije ter ima namesto slike kasnejšo reliefno podobo Marije in Jožefa pri pobegu v Egipt).